# Navadna milnica
Navadna milnica (znanstveno ime Saponaria officinalis) je zdravilna rastlina iz družine klinčnic.

## Opis
Znanstveno ime Saponaria izvira iz latinske besede sapo , ki pomeni milo, od koder izvira tudi slovensko ime. Ime je rastlina dobila po uporabi, saj se lahko uporablja kot milo za čiščenje, predvsem pa so jo nekoč veliko uporabljali za čiščenje telesa. Iz iste besede izvira tudi ime za toksin saponin, ki se v velikih količinah nahaja v koreninah te rastline in se začne lužiti iz korenin ob stiku z vodo. 
Milnica je do od 70 do 80 cm visoka trajna zel, ki ima široke, bledo zelene liste, ki poganjajo iz stebla v parih navzkriž. Oblika listov je ovalno suličasta, njihov rob pa je raven. Le redko so poraščeni z dlakami in dosežejo v dolžino med 4 in 12 cm. Vzdolž njih se vlečejo tri, redkeje tudi pet žil. Korenika rastline je plazeča in za prst debela ter močno razvejana. Na zunaj je rdečkasto rjave barve, na prelomu pa je rumenkasto bela. Na kolencih korenike sta po dva nasprotna si popka, iz katerih poganjajo nova stebla. 
Cvetovi rastejo na kratkih pecljih in so bledo rožnate barve ali celo povsem beli. Premer cvetov je okoli 4 cm, nahajajo pa se na vrhu stebla ali vejic. Zbrani so v češuljasto metlico in imajo močan vonj. Na severni polobli rastlina cveti od maja do septembra, na južni pa od oktobra do marca. 

## Razširjenost in uporabnost
Navadna milnica je razširjena po celi Evropi, v Aziji pa do zahodne Sibirije. Uspeva na prodnatih tleh ob vodi ter po pustih nasipih. 
Navadna milnica je laksativ, pomaga pa tudi pri izločanju žolča. V tradicionalnem zdravilstvu so pripravke iz navadne milnice uporabljali tudi za pospeševanje izkašljevanja. Prekomerno uživanje lahko povzroči omotičnost, drisko ter bruhanje.